# Kabinett Schafiq
Das Kabinett Schafiq war vom 30. Januar bis 3. März 2011 die Regierung von Ägypten.
Sie wurde am 29. Januar vom damaligen Präsident Husni Mubarak in Kairo in Anwesenheit des neu ernannten Vizepräsidenten (Ex-Generalleutnants und -Sicherheitsministers) Omar Suleiman ernannt und vereidigt. Der regierende Militärrat teilte in seiner vierten Ankündigung mit, dass die derzeit amtierenden Minister des Kabinetts Schafiq bis zur Wahl einer neuen Regierung ihre Arbeit fortsetzen sollen.
Am 21. Februar 2011 fand eine umfassende Regierungsumbildung statt. Insgesamt 11 Minister des Kabinetts Schafiq, die noch vom gestürzten Präsidenten Hosni Mubarak ernannt worden waren, wurden gegen Mitglieder der Opposition ausgetauscht.
Unter anderem wurde Munir Abdel Nur von der Neuen Wafd-Partei als erster Oppositionspolitiker mit dem Amt des Tourismusministers betraut.
Schlüsselressorts wie Verteidigung, Äußeres, Finanzen, Innenressort und Justiz blieben jedoch unverändert von denselben Personen besetzt.
Am 3. März trat Premier Schafiq nach massiver Kritik an seiner Politik in der Öffentlichkeit zurück. Als Nachfolger setzte der Militärrat Essam Scharaf ein, der bis 2005 Verkehrsminister war und den Auftrag erhielt, eine neue zivile Übergangsregierung zu bilden.

## Regierungsmitglieder
| Ministerium                                               | Minister                            | Bemerkung              | Ernannt/Vereidigt |
| --------------------------------------------------------- | ----------------------------------- | ---------------------- | ----------------- |
| Ministerpräsident (Premierminister)                       | Marschall Ahmad Schafiq             |                        | 30. Jan. 2011     |
| Außenministerium                                          | Ahmed Aboul Gheit                   |                        | 2004              |
| Ministerium für die Altertümerverwaltung                  | Zahi Hawass                         |                        | 31. Jan. 2011     |
| Beschäftigungs- und Migrationsministerium                 | Frau Aesha Abdel Hadi Abdel Ghani   |                        | 9. Juli 2004      |
| Ministerium für Bewässerung und Wasserressourcen          | Hussein Ehsan El-Atfy               |                        | 31. Jan. 2011     |
| Ministerium für örtliche Entwicklung                      | Mohsen El-Nomani Mohamed Hafez      | [ 9 ]                  | 2006              |
| Ministerium für elektrische Energie                       | Hassan Ahmed Younis                 |                        | 22. Nov. 2001     |
| Familien- und Bevölkerungsministerium                     | Frau Moshira Mahmoud Khatab         |                        | 11. März 2009     |
| Finanzministerium                                         | Samir Mohamed Radwan                | (* 20. September 1942) | 31. Jan. 2011     |
| Ministerium für den Schura-Rat                            | Moufed Mahmoud Shehab               |                        | 11. Juli 2004     |
| Gesundheits- und Bevölkerungsministerium                  | Ahmed Sameh Farid                   | [ 11 ]                 | 31. Jan. 2011     |
| Handels- und Industrieministerium                         | Samiha El-Sayed Fawzy Ibrahim       |                        |                   |
| Ministerium für Hochschulen und Forschung                 | Hany Mahfouz Helal                  |                        | 1. Jan. 2006      |
| Innenministerium                                          | Mahmoud Wagdy                       |                        | 31. Jan. 2011     |
| Ministerium für internationale Zusammenarbeit             | Frau Fayza Mohamed Aboul Naga       |                        | 13. Juli 2004     |
| Justizministerium                                         | Mamdoh Mohie El-din Marey           |                        |                   |
| Ministerium für Kommunikation und Informationstechnologie | Tarek Mohammed Kamel Mahmoud        |                        | 9. Juli 2004      |
| Ministerium für Kultur                                    | Gaber Asfour                        |                        | 31. Jan. 2011     |
| Ministerium für Landwirtschaft und Landforderungen        | Ayman Farid Abo-Hadid               |                        |                   |
| Informationsministerium                                   | Anas Ahmed Nabih El-Fiqqi           | Fernsehanstalten       | 9. Juli 2004      |
| Ministerium für die Unternehmen der Streitkräfte Ägyptens | Sayed Abdou Mostafa Meshaal         |                        | 31. Jan. 2011     |
| Staatsministerium für Shoura Council Affairs              | Yehia Ahmed Abd-Elmegid             |                        |                   |
| Ministerium für Pensionen und Soziales                    | Ali El-Sayed Ali Al-Moselhi         |                        | 9. Juli 2004      |
| Ministerium für Bodenschätze                              | Amin Sameh Samir Fahmy              |                        |                   |
| Ministerium für Stiftungen nach islamischem Recht         | Abdallah Al-Husseiny                |                        | 31. Jan. 2011     |
| Verkehrsministerium                                       | Atef Abdel-hamid Mostafa            |                        |                   |
| Staatsministerium für Umwelt                              | Maged George Ilias Ghatas           |                        | 9. Juli 2004      |
| Verteidigungsministerium                                  | Mohammed Hussein Tantawi            |                        | 1991              |
| Ministerium für Wohnungs- und Städtebau                   | Fathy Abdel-Aziz El-Baradei         |                        |                   |
| Tourismusministerium                                      | Munir Abdel Nur                     | [ 6 ]                  | 22. Feb. 2011     |
| Ministerium für Zivilluftfahrt                            | Ibrahim Ahmed Ismail Mana'a         |                        |                   |
| Dschihaz al-Muchabarat al-Amma                            | Murad Muwafi (arabisch مراد موافي ) | (* 2. Februar 1950)    | 31. Jan. 2011     |

Das vorangegangene Kabinett Nazif trat am 29. Januar 2011 während der Revolution in Ägypten 2011 zurück.
Am 4. Februar 2011 gab die Staatsanwaltschaft bekannt, dass sie Ermittlungen gegen den früheren Innenminister Habib al-Adli, Tourismusminister Soheir Garranah, Wohnungsminister Ahmed al-Maghrabi und Handels- und Industrieminister Raschid Mohamed Raschid führt. Die Betroffenen stehen unter Ausreiseverbot und ihre Bankkonten wurden eingefroren.